# 三美威魯
敦三美威鲁·森卡利木都（1936年3月8日—2022年9月15日），是马来西亚政治人物，昵称和丰之狮。他是国民阵线成员党国大党里在位最久的党主席，从1979年至2010年，连任了十一届党选。他曾经是马来西亚的工程部长及资历最深的内阁部长，直至2008年大选败选。他于2022年9月15日逝世，享年86岁。

## 生平
三美威鲁1936年出生于柔佛居銮。自小家境清寒，曾担任杂货店员工和巴士剪票员，后来进入绘测师公司当画图员，在夜间不断进修，直到1970年才前往英国考取绘测师文凭成为合格的绘测师。
1974年9月，三美威鲁接替善巴丹成为和丰国会议员。1979年至1989年担任工程部长。1979年成为国大党主席。1989年至1995年担任能源、电讯与邮递部长。1995年二度担任工程部长。
2008年3月8日大选，三美威鲁败给了人民公正党的再也古玛。他之后向媒体发文告表示接受落败的事实，而自己将以国大党主席的身份继续为民服务。同时他也宣布不会接受委任为上议员，也不会借此方式出任部长。
2010年12月6日，已担任国大党主席近31年的三美威鲁正式宣布退位，并将领导棒子交给原任署理主席巴拉尼威接任。
2011年1月1日，三美威鲁被任命为马来西亚首相对印度与南亚基建特使，他于该年1月6日率领为数150人的大马印裔代表团前往印度新德里出席第9届海外印裔常年大会。2018年，希望联盟上任后终止了三美威鲁的该特使职位，直到2021年国大党主席维纳斯瓦兰被委任后才填补了空缺。

### 逝世
2022年9月15日早上7点左右，三美威鲁在其吉隆坡皆得花园（Taman Kaya）怡保路第3,1/2区Lengkongan Vethavanam19号的住家中逝世，享年86岁。其遗体从下午2点开始在其住家让公众进行最后胆仰。之后在9月16下午4点，其遗体经吉隆坡国大党总部前往蕉赖的政府火化场进行火化。

## 荣誉及奖项
1989年6月9日，三美威鲁获得英国特许建筑协会颁赠荣誉院士资格，以表扬他对马来西亚建筑业的贡献。三美威鲁是英国以外获得这项荣誉的第二人（第一位是澳洲的罗拔曼斯爵士）。他在接受了这项荣誉后表示，希望英国特许建筑协会马来西亚分会的教育及训练计划有助于提高生产力，提升管理及建筑素质，从而也改善行业的效能，利惠国家。
1989年11月25日，三美威鲁获得印度安纳玛莱大学颁赐名誉文学博士学位。根据该大学发表的声明说，该名誉学位旨在赞扬三美威鲁为一位杰出的淡米尔人领袖以及杰出的政治家。声明也说，该大学是配合钻禧纪念而颁发该名誉学位给三美威鲁，印度总统拉马斯瓦米·文卡塔拉曼也将出席该大学的庆典。
1991年6月5日，三美威鲁荣获英国斯塔福德郡大学颁发名誉法学博士学位，以表扬他对于公共服务所作的贡献。其新闻秘书甘纳巴迪说，三美威鲁将在同年7月2日亲自前往该大学接受该名誉学位。
1991年12月1日，英国基尔大学颁发名誉法科博士学位给三美威鲁，以表扬他在国际政治和教育领域中的贡献。

## 事件

### 起诉杂志索赔三百万元案
1989年9月15日，三美威鲁入禀高庭，起诉杜旦有限公司及其编辑P·威拉沙米，指他们在一些文章中影射他与“助编被泼镪水事件”和“班迪丹助理被毒杀事件”有间接关联，要求辩方赔偿三百万元名誉损失。
1991年3月14日，吉隆坡高庭裁定三美威鲁可在诽谤案中向辩方要求赔偿三百万元的名誉损失。法官陈炘铠（Chan Nyarn Hoi）说，三美威鲁可以要求三百万元或任何数目的赔偿，不过，最终的决定是在于法庭。

### 委苏巴马廉事件
1990年11月13日，三美威鲁在双溪大年表示，如果首相马哈迪·莫哈末重新委任苏巴马廉及柏马那班填补保留给国大党的两个副部长空缺，他准备离开内阁，此言一出引起了巫统高层领袖的不满。雪兰莪州务大臣莫哈末泰益促请三美威鲁停止其威胁首相马哈迪的行为，因为此举动可能引起巫统党员的不满，新闻部长莫哈默拉末认为以要胁的手段并不能解决问题，相反的只能引起其他人的不满，副首相嘉化·峇峇也说三美威鲁不应向外张扬此事，而应通过内部磋商去解决问题。

### 与亲信的对立与诉讼
2009年，三美威魯因其运营的进步教育发展机构（MIED）涉及的不正当交易控诉，以及吉打州的亚洲医药大学（AIMST UNIVERSITY）的400万令吉失踪事件，与一同工作14年的亲信智迪拉·威魯（P Chithirakala Vasu）反目成仇，并向后者发起刑事诉讼。智迪拉·威魯自1991年11岁时认识了三美威魯，并成为其左右臂膀。智迪拉·威魯也指控三美威魯在2008年大选丢掉国会议席之后，便处心积虑地巩固自己在进步教育发展机构的地位，企图将国大党过去成功经营的产业一并带走。最终案件在2011年结束，智迪拉·威魯被无罪释放，而金钱也全额追回，两者也再没见面。智迪拉·威魯也反起诉三美威魯诽谤，但后来撤回此案。她也是首位让三美威魯出庭作证的女性。在三美威魯逝世后，智迪拉·威魯前往他的葬礼致敬，表示并不对自己是唯一一位在法庭上让三美威鲁出庭的女性感到自豪，并表示在进入国大党工作后，三美威魯是她的导师和父亲般的人物。

### 儿子向法庭要求鉴定其精神状态
2019年12月2日，三美威鲁的儿子威尔巴里入禀法庭，向法庭要求鉴定三美威鲁的精神状态，是否有能力可处理个人事务。威尔巴里希望法庭根据《2001年精神健康法》第52条文进行调查，以鉴定三美威鲁的精神状态是否神志不清。同年12月11日，巫统总秘书安努亚慕沙在推特上载他与三美威鲁的合照，指他当天到国家心脏中心例常检查时，与老战友三美巧遇，立马与对方合照，照片中的三美威鲁看起来精神奕奕。
隔日12月12日，一名声称是三美威鲁妻子的妇女，哭诉三美威鲁的儿子威尔巴里不允许她与三美威鲁见面，甚至切断他们的联系及三美威鲁给每月给她的2万5000令吉赡养费。她向怡保高庭申请临时庭令（Interim order），要求不受限制地接触三美威鲁，怡保高庭法官哈欣原定当天审理该案，但基于三美威鲁儿子的律师提出要求吉隆坡法庭事于同月17日，先裁定其三美威鲁精神状况的案件，故该案展至2020年1月17日进行审理。
2020年9月11日，高庭批准三美威鲁的儿子威尔巴里，要求鉴定三美威鲁精神状况的申请。同年10月2日，吉隆坡高庭女法官黄祈琳（Wong Chee Lin）批准威尔巴里要求保密的申请，因此任何与三美威鲁精神健康相关的诉讼日期和讯息等，都不得公布予众。

## 个人生活

### 身体状况
2018年6月5日，三美威鲁因呕吐，而送入国家心脏中心接受治疗。其新闻秘书西瓦峇兰受询时对《马新社》说，三美威鲁将留院观察数天，直到恢复健康。